# Casey McQuiston
Œuvres principales
- My Dear F***ing Prince

Casey McQuiston est une personnalité américaine pratiquant le métier d'auteur. Casey naît le 21 janvier 1991 à Baton Rouge en Louisiane et écrit principalement des romans Young-Adult, tel que son premier roman à succès : My Dear F***ing Prince (titre original : Red, White & Royal Blue), dans lequel le fils de la présidente des États-Unis tombe amoureux d'un prince anglais. Casey McQuiston a aussi écrit One Last Stop, I kissed Shara Wheeler et The Pairing, romans publiés respectivement en 2021, 2022 et 2024.

## Biographie
Casey McQuiston naît le 21 janvier 1991 et grandit à Baton Rouge, dans l'état de Louisiane, aux États-Unis,.
McQuiston fréquente l'Université d'État de Louisiane et obtient un diplôme en journalisme.  Casey McQuiston travaille tout d'abord à son compte puis dans l'édition de magazines .
McQuiston est une personne ouvertement bisexuelle et queer,. McQuiston se définit comme non-binaire, utilise les pronoms they/them  et indique ne pas être une fille sur son profil instagram. McQuiston déclare écrire des comédies romantiques sur les personnes queer car après avoir grandi dans une école chrétienne évangélique conservatrice McQuiston voulait écrire des livres qui l'aurait aidé à affronter sa solitude durant son adolescence.
Atteinte de TDAH, McQuiston parle souvent de la façon dont cela affecte son écriture. McQuiston décrit son processus d'écriture comme étant "impulsif" et écrit fréquemment des scènes de manière non linéaire. Après avoir perdu son père en 2014 et avoir eu des problèmes de santé mentale en 2015, McQuiston trouve dans l'écriture un moyen d'y faire face.
En 2019 sort son premier roman, My Dear F***ing Prince (titre original : Red, White and Royal Blue), qui est un succès et pour lequel McQuiston reçoit un prix Alex en 2020,.
Casey McQuiston écrit ensuite One Last Stop en 2021 puis I kissed Shara Wheeler en 2022.
McQuiston vivait auparavant à Fort Collins dans le Colorado  mais vit actuellement à New York .

## Œuvre

### My Dear F***ing Prince
My dear f***ing prince ((en) Red, White and Royal Blue) est une romance queer contemporaine qui raconte une histoire d'amour entre Alex Claremont-Diaz, le fils fictionnel de la présidente des États-Unis, et Henry, un prince anglais. À la suite d'une altercation, les deux jeunes hommes sont obligés de simuler une amitié afin d'éviter des conflits diplomatiques entre les États-Unis et l'Angleterre, et finissent par tomber amoureux,.
Casey McQuiston a d'abord l'idée de ce qu'allait devenir My Dear F***ing Prince au début de l'année 2016, pendant les élections présidentielles américaines. C'est la comédie Veep, la biographie d'Hillary Clinton A Woman in Charge: The Life of Hillary Rodham Clinton écrite par Carl Bernstein, et The Royal We écrit par Heather Cocks et Jessica Morga qui vont l'inspirer. Casey McQuiston ressent une certaine curiosité pour le style de vie extravagant et très médiatisé de la famille royale anglaise et veut écrire sa propre version d'une histoire mettant en vedette une famille royale. My Dear F***ing Prince est également inspiré par All the Truth is Out de Matt Bai et Orgueil et Préjugés de Jane Austen .
Casey McQuiston décrit My Dear F***ing Prince comme une comédie romantique queer et écrit de la fiction queer « pour la même raison que les hétéros écrivent de la fiction hétéro », ce qui signifie que McQuiston le fait en s'inspirant de ses propres expériences. 
La découverte de la bisexualité du protagoniste Alex est inspirée de sa propre expérience. Le personnage de la présidente américaine fictive (Ellen Claremont dans le roman) est inspiré par la femme politique américaine Wendy Davis, qui a ému Casey McQuiston en 2013.
Dans le cadre de ses recherches pour ce roman, Casey McQuiston utilise des sites Web tels que le site officiel de la maison blanche pour étudier les mobiliers, les agencements de la Maison Blanche dans le passé comme dans le présent afin de les incorporer dans le roman.
En avril 2019, Amazon Studios acquiert les droits cinématographiques du roman aux enchères, avec Ted Malawer, attaché au projet en tant qu'auteur et Berlanti Studios en tant que producteur .
My Dear F***ing Prince est publié par St. Martin's Griffin en mai 2019 et arrive quinzième sur la liste des best-sellers du New York Times. Il est accueilli favorablement par les critiques, avec des critiques positives de Publishers Weekly, Kirkus, Booklist, Vogue et Vanity Fair.
Il gagne les prix de "Meilleur premier roman" et du "Meilleur roman d'amour" lors de la 11e édition des Goodreads Choice Awards, ce qui en fait le seul roman à avoir remporté deux catégories en 2019,.
Dans des interviews, McQuiston exprime l'espoir que My Dear F***ing Prince, ainsi que ses futurs romans aideront à mettre la romance queer sous les projecteurs. Quand on l'interroge sur le processus d'écriture de ce livre, McQuiston déclare avoir eu dès le départ le désir d'écrire une romance queer, mais sans planifier chaque personnage avant de commencer à écrire. Par exemple, Henry et Alex sont des garçons cisgenres, même si ce n'était pas nécessairement le plan depuis le début. Dans des interviews à propos de ce roman, Casey McQuiston aime plaisanter en disant qu '« aucun vrai membre de la famille royale ou première famille n'a été blessé lors de la réalisation de ce livre ».
Le roman est paru en France en 2021 sous le titre My Dear F***ing Prince avec une traduction de Céline Morzelle et Sarah Dali aux éditions Lumen.

### One Last Stop
One Last Stop, est sorti le 1er juin 2021. Le livre est présenté comme un Kate & Leopold queer dans lequel August, une jeune femme de 23 ans se rend compte que Jane, la jeune fille qu'elle a rencontrée dans le métro et sur laquelle elle a un faible, est coincée dans une boucle temporelle et vient du Brooklyn des années 1970. August va alors tout faire pour essayer d'aider Jane et de la sauver avant qu'il ne soit trop tard.
Ce livre suit deux jeunes adultes qui n'étaient jamais censées se rencontrer car l'une est perdu dans le temps. August, la protagoniste, ne croit pas vraiment en l'amour et au bonheur. Elle pense que vivre sa vie seule est la seule solution jusqu'à ce qu'elle rencontre Jane dans le métro. Prendre le métro devient rapidement le moment que préfère August dans la journée et elle se rend compte qu'elle doit faire tout ce qui est en son pouvoir pour aider Jane à revenir à son époque avant qu'il ne soit trop tard. Casey McQuiston veut explorer cette histoire dans le genre de la comédie romantique pour s'assurer que les personnages aient une fin heureuse.
Dans une interview pour le Time, McQuiston déclare avoir voulu créer une histoire queer centrée autour d'un ensemble de personnages queer. McQuiston trouve étrange que dans de nombreux récits, il n'y ait qu'un seul personnage queer alors que le reste des personnages sont hétérosexuels et cisgenres. Casey McQuiston déclare: "J'ai toujours pensé que c'était idiot et irréaliste cette idée que certaines personnes hétérosexuelles ont, qu'il est statistiquement peu probable que plus d'un homosexuel existe dans l'histoire"  .
One Last Stop est classé sixième dans le top 10 des romans d'amour de Bookpage en 2021. Le livre est également nommé pour les Goodreads Choice Awards dans la catégorie de la meilleure romance de 2021.
Il est paru en France en 2022 avec une traduction de Mathilde Tamae-Bouhon aux éditions Lumen.